# Abaškin
Abaškin je priimek več oseb:
- Peter Stepanovič Abaškin (1868—1934), ruski general.
- Vasilij Timofejevič Abaškin (1899—1962), sovjetski general.
- Viktor Abaškin, politik.